# Giovanni Borghi
Giovanni Borghi (Milano, 14 settembre 1910 – Comerio, 25 settembre 1975) è stato un imprenditore e dirigente sportivo italiano Soprannominato cumenda, è stato titolare della Ignis e della Emerson, una delle figure di maggiore spicco nel panorama industriale della provincia di Varese.

## Biografia

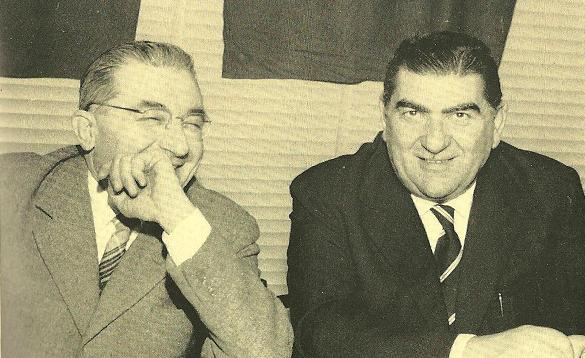
Borghi, a destra, con Lino Oldrini, sindaco della città di Varese

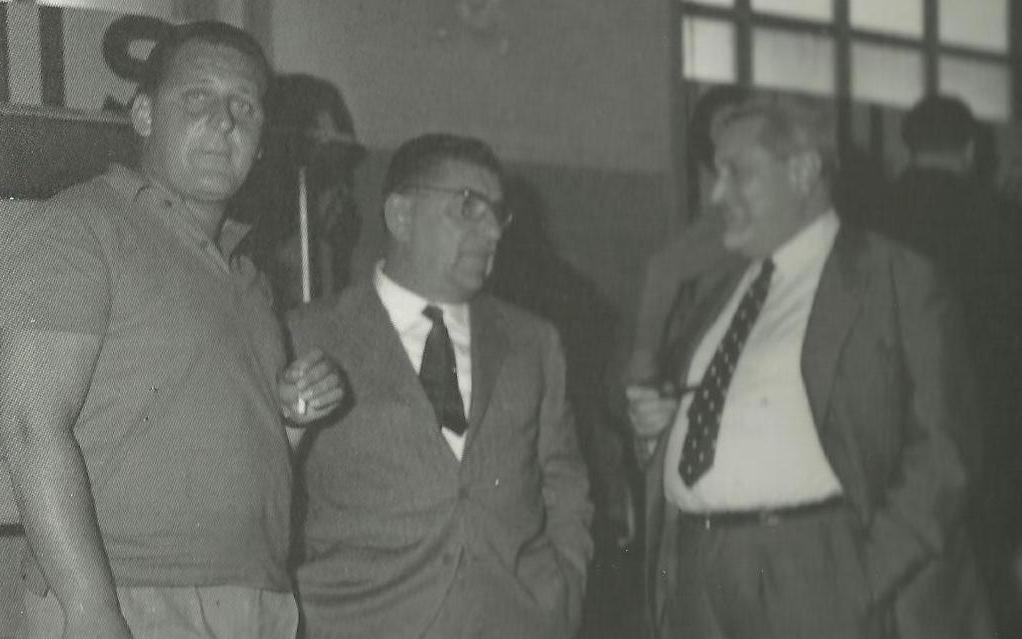
Borghi al centro con a destra Edoardo Bulgheroni e a sinistra Sergio Marelli

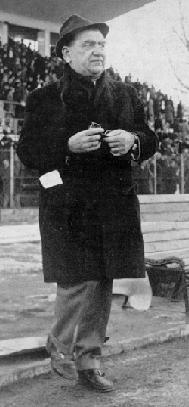
Giovanni Borghi allo Stadio Franco Ossola di Varese

Nacque a Milano il 14 settembre 1910 da Guido, artigiano (1883-1957), e da Maria Moro (1886-1963), di cui era il terzo di quattro figli. Dopo aver compiuto gli studi elementari, entrò giovanissimo come apprendista nell'officina elettromeccanica del padre all'Isola, in cui lavoravano anche i fratelli Gaetano (1907-1978) e Giuseppe (1915-1954). Appassionato di musica, per arrotondare le entrate si recava al cinematografo per suonare il pianoforte accompagnando la proiezione dei film muti.
Nell'agosto 1943, il laboratorio dei Borghi veniva distrutto dai bombardamenti su Milano, e perciò la famiglia decise di trasferirsi a Comerio, in provincia di Varese, peraltro suo luogo di villeggiatura. Qui il padre fondò una nuova impresa, la Guido Borghi e figli, specializzata nella produzione di fornelli elettrici da cucina, in un primo tempo effettuando solo il montaggio dei vari componenti. Borghi, entrato in servizio militare con l'ingresso dell'Italia nella Seconda guerra mondiale, fu di stanza a Bergamo, e reso invalido da un'ulcera, evitò l'invio al fronte sovietico e poté essere congedato. In seguito, assieme ai suoi fratelli affiancò il padre nella gestione della sua impresa, che nel 1944 divenne Officine elettrodomestiche Ignis di Guido Borghi e figli, divenuta nota come Ignis, che impiegava appena cinque dipendenti, ebbe un importante successo commerciale e crebbe rapidamente.
Nel dopoguerra la Ignis si espanse divenendo nel periodo a cavallo tra la fine degli anni cinquanta e la prima metà degli anni sessanta il secondo produttore nazionale di elettrodomestici, nonché una delle maggiori aziende europee del settore. A determinare il successo di Ignis fu un prodotto in particolare, il frigorifero: Borghi aveva focalizzato la propria attenzione su questo apparecchio fin dal 1950, quando il medesimo aveva fondato la SIRI - Società Industriale Refrigeranti Ignis S.p.A., con sede e stabilimento a Gavirate. Acquistò duecento frigoriferi di diversi produttori e da ogni parte del mondo, che egli stesso smontava per analizzarne limiti e difetti. L'avvio della produzione dei frigoriferi aveva incontrato lo scetticismo del padre Guido e dei fratelli Gaetano e Giuseppe, considerati soprattutto i limiti della tecnologia ad assorbimento. Nel 1953 si passò a produrre frigoriferi a compressore grazie a un accordo con la danese Danfoss, licenziataria della società statunitense Tecumseh, che invece dimostrarono la propria validità in termini di prestazioni.
Nel frattempo Borghi si avviava a diventare l'unico e incontrastato dominatore della Ignis: morti il fratello Giuseppe nel 1954 e il padre nel 1957, nel 1963 il fratello Gaetano si separò dall'azienda di famiglia e si mise per proprio conto, pur continuando a mantenere rapporti d'affari con la società di Comerio. A determinare l'uscita di quest'ultimo dalla Ignis, fu la contrarietà dal medesimo manifestata ad aprire lo stabilimento di produzione a Napoli, che sarebbe entrato in funzione nel 1964. Sempre alla ricerca di soluzioni tecniche innovative e che riducessero i costi di produzione e di conseguenza i prezzi di vendita, nel 1963-1964, Borghi applicò in grande serie, primo nel mondo, il sistema sperimentale statunitense dell'isolamento termico per mezzo di una struttura portante di poliuretano espanso.
La gestione aziendale di Borghi ebbe una connotazione fortemente accentratrice e paternalistica, vantando con i suoi dipendenti instaurò un rapporto diretto e rispettoso tale da fargli guadagnare da costoro affetto e stima, un fattore che l'imprenditore milanese definiva persino più importante del proprio successo. Era sua abitudine recarsi ogni giorno negli stabilimenti Ignis e andare a trovare gli operai che vi lavoravano. Molte furono infatti le iniziative da lui prese in favore dei dipendenti e delle loro famiglie, ma non ammetteva le interferenze dei sindacati. L'ostilità di Borghi al sindacalismo e alla sinistra raggiunse uno dei picchi più notori il 30 luglio 1970, quando allo stabilimento di Trento della Ignis venne ammessa una assemblea della Cisnal, il sindacato del Movimento Sociale Italiano: alle proteste del personale operaio di sinistra, la direzione rispose chiamando giovani dell'organizzazione terrorista Avanguardia Nazionale da Bolzano e Verona. Ne nasce una colluttazione che degenera in tre operai di sinistra accoltellati, lanci di bombe carta e colpi di spranga lanciate dagli avanguardisti, in presenza delle forze di polizia che decidono di non intervenire. Dal canto loro, le maestranze operaie della sinistra riescono a circondare Andrea Mitolo, consigliere regionale missino, e Gastone del Piccolo, leader locale della Cisnal, e costretti a sfilare fino al centro della città con cartelli appesi al collo con su scritto "Siamo fascisti. Oggi abbiamo accoltellato 3 operai Ignis. Questa è la nostra politica pro operai". Dall'evento nascerà la celebre canzone di lotta Trenta luglio alla Ignis. La collocazione di Borghi alla destra reazionaria continuerà anche negli anni successivi, per esempio finanziando il movimento Maggioranza silenziosa, operazione promossa da settori della Democrazia Cristiana, del Movimento Sociale Italiano e monarchici volta a unire la piccola imprenditoria lombarda in funzione anticomunista.    
L'azienda nella seconda metà degli anni sessanta aveva raggiunto dimensioni ragguardevoli, con cinque stabilimenti, di cui due all'estero, 7.000 dipendenti complessivi, un fatturato che si aggirava sui 40 miliardi di lire annuali, e con una capacità produttiva di 8.000 frigoriferi al giorno, copriva il 40% della produzione nazionale e aveva dato l'avvio a un'imponente esportazione in tutti i paesi del mondo (si trattava di circa duecentocinquantamila unità annue, pari a un terzo della produzione). Tuttavia, le grosse dimensioni raggiunte da Ignis imponevano una gestione di tipo manageriale, e poiché l'autofinanziamento era ormai insufficiente, Borghi siglò nel 1969 una partnership con il colosso olandese Philips, per mezzo della quale creò la IRE - Industrie Riunite Eurodomestici S.p.A., una joint venture dotata di un capitale sociale di 25 miliardi di lire, equamente partecipata tra Ignis e Philips. Attraverso questo accordo, Borghi intendeva affrontare la crisi e incrementare le esportazioni di Ignis poggiandosi sulla potentissima rete di vendita internazionale della Philips.
La coabitazione tra Borghi e la Philips nella IRE fu difficile e caratterizzata da continui contrasti a causa delle diversità di vedute dei due soci in merito alla gestione dell'azienda. Nel maggio 1972, Philips acquisiva una quota di partecipazione nella stessa Ignis, che aumentò progressivamente fino a rilevarla per intero a ottobre, e lo stesso avveniva con la IRE che passava sotto il totale controllo degli olandesi. Borghi conservò un ruolo in società come presidente onorario.
Anche dopo la cessione della Ignis a Philips, Borghi non si ritirò tuttavia completamente dagli affari: si dedicò alla produzione di macchine distributrici a gettone di bibite e soprattutto si occupo attivamente della Emerson di Firenze, azienda produttrice di televisori di cui aveva acquisito il controllo nel 1969-70. Emerson, sotto la proprietà del Borghi crebbe sia in termini economico-finanziari e produttivi, che di addetti, divenendo così una delle principali realtà italiane dell'elettronica: nel 1972 assieme alla Geloso di Milano e alla IREL di Genova, costituì un consorzio denominato Fabbriche Italiane Riunite Elettroniche e Meccaniche (FIREM), con sede nel capoluogo ligure, e presieduto da Borghi. L'anno seguente, nel 1973, lasciò la carica di presidente di Emerson per affidarla al figlio Guido.
A determinare il ritiro dalle sue attività imprenditoriali, furono problemi di salute sorti in quel periodo: gli venne diagnosticato un tumore alla vescica. Operato nel 1974, le sue condizioni di salute si aggravarono essendo colpito da tre infarti, finché si spense a Comerio il 25 settembre 1975 all'età di 65 anni.

### Attività nello sport

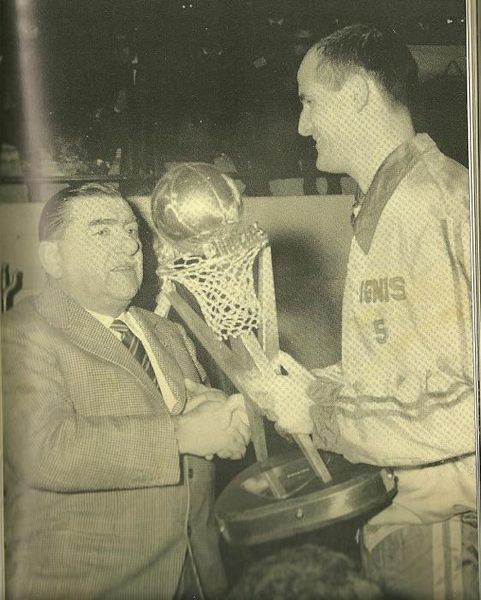
Borghi riceve da Giovanni Gavagnin la prima Coppa Intercontinentale vinta dalla Ignis Varese

Giovanni Borghi è stato attivo nel mondo dello sport, una passione che sfruttò anche come importante veicolo di pubblicizzazione per le sue attività.
Nel 1956 fondò la squadra maschile italiana di ciclismo su strada della Ignis, attiva fino al 1965. Nello stesso anno, avviò la sponsorizzazione della squadra maschile della Pallacanestro Varese, di cui è stato presidente, e nominata Ignis Varese fino al 1975, è stata campione d'Italia per sette volte (1960-61, 1963-64, 1968-69, 1969-70, 1970-71, 1972-73, 1973-74), campione d'Europa per quattro volte (1969-70, 1971-72, 1972-73, 1974-75), e campione del mondo per tre volte (1966, 1970, 1973).
Borghi è stato presidente del Varese Calcio dal 1964 al 1967, che militò tra Serie A e Serie B e che ebbe il merito di lanciare l'attaccante Pietro Anastasi.

### Vita privata
Nel 1934 Borghi sposò Maria De Paoli (1917-2003), da cui ebbe i figli Emidia (1937-2017) e Guido.

## Influenza culturale
- Nella canzone Lui - i borghesi del 1971, Giorgio Gaber lo nomina fra gli apostoli di "Lui" insieme ad Agnelli, Pirelli ed altri.
- Nota è la frase "Sa'l custa?" ("Quanto costa?") spesso pronunciata da Borghi quando rimaneva colpito da qualche cosa e voleva diventarne proprietario.[24]
- Il 12 e 13 maggio 2014 Rai 1 ha trasmesso la fiction basata sulla sua storia: Mister Ignis - L'operaio che fondò un impero, interpretata da Lorenzo Flaherty.